# Begraafplaats van Monchaux-sur-Écaillon
De Begraafplaats van Monchaux-sur-Écaillon is een gemeentelijke begraafplaats in de Franse gemeente Monchaux-sur-Écaillon in het Noorderdepartement. De begraafplaats ligt in het oosten van het dorpscentrum, aan de overkant van de straat achter de kerk.

## Britse oorlogsgraven
Op de begraafplaats bevindt zich een Brits miliatir perk met gesneuvelden uit de Eerste Wereldoorlog. Het telt 9 geïdentificeerd graven. De graven worden onderhouden door de Commonwealth War Graves Commission. In de CWGC-registers is de begraafplaats opgenomen als Monchaux Communal Cemetery.